# 1849
| 1849                                          |
| --------------------------------------------- |
| Dødsfald - Fødsler                            |
| • Begivenheder • Litteratur • Musik • Politik |

| Gregoriansk kalender | 1849 MDCCCXLIX          |
| Ab urbe condita      | 2602                    |
| Armensk kalender     | 1298 ԹՎ ՌՄՂԸ            |
| Kinesiske kalender   | 4545 – 4546 戊申 – 己酉 |
| Etiopisk kalender    | 1841 – 1842             |
| Jødisk kalender      | 5609 – 5610             |
| Hindukalendere       |                         |
| - Vikram Samvat      | 1904 – 1905             |
| - Shaka Samvat       | 1771 – 1772             |
| - Kali Yuga          | 4950 – 4951             |
| Iransk kalender      | 1227 – 1228             |
| Islamisk kalender    | 1265 – 1266             |

Konge i Danmark: Frederik 7. 1848-1863
Se også 1849 (tal)

## Begivenheder

### Januar
- 12. januar – der indføres almindelig værnepligt i Danmark – et par uger før Treårskrigen genoptages efter en vinterpause
- 22. januar - slaget ved Brøns
- 23. januar – Elizabeth Blackwell blev tildelt sin MD af Medical Institute of Geneva, New York, og blev dermed USA's første kvindelige læge

### Februar
- 8. februar – Den Danske Dyrlægeforening stiftes
- 26. februar - den danske regering opsiger våbenstilstanden med Tyskland. Der havde været våbenstilstand siden august året før. Regeringens mål er at gennemføre Slesvigs udelte forbindelse med Danmark

### April
- 10. april - Walter Hunt, USA, tager patent på sikkerhedsnålen
- 13. april - Slaget ved Dybbøl på Sundeved under Treårskrigen
- 14. april - i Budapest erklærer Landdagen Ungarn for en selvstændig republik, og Lajos Kossuth udråbes som præsident

### Maj
- 25. maj – Danmarks Riges Grundlov vedtages af Den Grundlovgivende Rigsforsamling

### Juni
- 5. juni – Danmarks Riges Grundlov underskrives af Frederik 7.

### Juli
- 6. juli – Slaget ved Fredericia Mellem Danmark og Slesvig-holsten
- 10. juli - i Berlin sluttes foreløbig fred mellem Danmark og Preussen. Indtil nu har krigen kostet den danske statskasse 85 mio kr.

### August
- 28. august - Østrig indtager Venedig

### Oktober
- 12. oktober - den engelske opfinder Charles Rowley patenterer sikkerhedsnålen - uvidende om, at der allerede tidligere samme år er udtaget et amerikansk patent på samme

### December
- 4. december - første valg til folketinget afholdes efter grundlovens vedtagelse den 5. juni samme år. I alt 204.000 vælgere deltager, det er 14½% af befolkningen, dog kun selvstændige mænd over 30 år
- 24. december - den russiske forfatter Fjodor Dostojevskij sendes syg og epilepsiplaget, med fangetransport fra Sankt Petersborg til straffearbejde i Sibirien

### Udateret
- Herremænds revselsesret overfor gifte husmænd ophæves
- Krav om pas ved indenlandske rejser ophæves.

## Født
- 14. januar – Laura Aller, dansk chefredatør (død 1917)
- 22. januar – August Strindberg, svensk forfatter (død 1912)
- 18. februar – Alexander Kielland, norsk forfatter (død 1906)
- 3. maj - Jacob A. Riis, dansk-amerikansk journalist, social reformator, fotograf og foredragsholder (død 1914)
- 11. november – Martin Nyrop, dansk arkitekt (død 1921)

## Dødsfald
- 11. maj – Otto Nicolai, tysk komponist 38 år.
- 6. juli – Olaf Rye, dansk general (født 1791).
- 7. oktober – Edgar Allan Poe, amerikansk digter (født 1809).
- 17. oktober – Frédéric Chopin, polsk komponist og pianist 39 år.